# Sant'Angelo
Pour les articles homonymes, voir Sant'Angelo (homonymie).
Sant'Angelo est l'un des 22 rioni de Rome. Il est désigné dans la nomenclature administrative par le code R.XI.

## Historique
Le nom du quartier vient de la petite église Sant'Angelo in Pescheria qui y est située. Le terme de "Pescheria" signifie "Poissonnerie" parce qu'un marché au poisson se déroulait au Portique d'Octavie qui est tout proche.
De 1555 à 1870, c'est dans ce rione que se trouve le ghetto de Rome, lieu où les Juifs de Rome sont contraints de vivre.
|  |  |

## Lieux particuliers
- Théâtre de Marcellus
- Case dei Vallati
- Palais Mattei di Giove
- Portique d'Octavie

Les églises :
- Église Santa Caterina dei Funari
- Église Sant'Angelo in Pescheria
- Église San Gregorio della Divina Pietà
- Église Santo Stanislao dei Polacchi
- Église Santa Maria in Campitelli
- Basilique San Nicola in Carcere
- Église Sant'Ambrogio della Massima
- Église Santa Rita da Cascia in Campitelli (déconsacrée)
- Oratoire Sant'Andrea dei Pescivendoli (déconsacré)
- Chapelle Santa Maria del Carmine e del Monte Libano (déconsacrée)

Autre :
- Grande synagogue de Rome